# Kiku–1
Kiku–1 (jelentése krizantém, japán nyelven: きく1号 (菊1号)) japán technológiai műhold, melyet az űrkutatásban használatos technológiák teszteléséhez használtak. ETS–1 (Engineering Test Satellite) jelzéssel is ismert.

## Küldetés
Az űrtechnológiák tesztelésére műholdsorozatot indítottak, az első példány.

## Jellemzői
Építette és működtette Uchu Kagaku Kenkyujo (japánul: 宇宙 科学研究 本部), 1964-től Institute of Space and Astronautical Science (ISAS), 2003-tól JAXA.
1975. szeptember 9-én a Tanegasima Űrközpontból egy N–1F hordozórakétával állították alacsony Föld körüli pályára.
Az űrobjektumnak Kiku–1 műhold pályairányba állítása volt az űrrepülőtér első éles főpróbája. Szolgálata alatt tesztelték az előkészítést (teszt pavilonok, szerelési épületek, üzemeltetés összhangja), az indítást (rakéta előkészítés, indítóállványba helyezés, az indítás feltételei), a fellövést (a hordozórakéta biztonságát, a műholddal történő együttműködést (követő rendszerek [radar, optikai], adás/vétel), valamint a kapcsolódó követő rendszerek összhangját.
Megnevezései: Kiku–1; Kiku–1 (COSPAR:1975-014A); Engineering Test Satellite (ETS–1). Kódszáma: SSC 8197.
Formája 26 oldalú poliéder, átmérője 80 cm. A villamos energiát a felületére szerelt napelemek biztosították 30 W teljesítménnyel, éjszakai (földárnyék) energiaellátását ezüst-cink akkumulátorok biztosították. A műholdsorozattal a technikai és emberes űrrepülésekkel járó körülményeket kívánták feltérképezni. Mérték a hajtómű teljesítményét (gyorsulás), a keletkezett zajt és rezgéseket, a külső és belső hőmérséklet változásait. Technikai teszteket végeztek: a nyomon követés, az adás-vétel és az antenna alkalmazhatóságával, adatrögzítéssel és lejátszással vizsgálták az űreszköz hatékony és biztonságos szolgálatát. A műhold keringési ideje 105,9 perc, pályasíkjának elhajlása 47 fok. Az enyhén elliptikus pálya magassága a perigeumban 975 kilométer, az apogeumban 1100 kilométer volt. A műhold teljes tömege 85 kilogramm.
A légkörbe történő belépésének ideje ismeretlen.
A sorozat első műholdja, a következő tag a Kiku–2 (COSPAR:1977-014A).